# Liza carinata
Liza carinata (Valenciennes, 1836) è un pesce osseo marino appartenente alla famiglia Mugilidae.

## Descrizione
L'aspetto generale di L. carinata non si discosta molto da quello dei rappresentanti mediterranei dei genere Liza come Liza aurata, L. ramada e L. saliens. Il principale carattere distintivo è la presenza di una palpebra adiposa trasparente sull'occhio che non copre la pupilla. In Mugil cephalus, anch'esso presente nel Mediterraneo, la palpebra adiposa copre gran parte della pupilla. Il colore è grigio argenteo più chiaro sul ventre. Spesso ci sono riflessi dorati nell'area dietro l'occhio.
Mediamente misura sui 20 cm, la taglia massima nota è di 30 cm.

## Distribuzione e habitat
La specie è endemica dell'Oceano Indiano occidentale compreso il mar Rosso da cui è penetrato nel mar Mediterraneo orientale attraverso la migrazione lessepsiana. Segnalazioni dall'Oceano Pacifico sono probabilmente errate. Nel Mediterraneo è comune lungo le coste dall'Egitto alla Turchia meridionale mentre è più sporadico lungo le coste libiche. Vive in una varietà di ambienti costieri. Essendo eurialino penetra anche negli estuari con acqua salmastra e nelle lagune con salinità maggiore di quella dell'acqua marina.

## Biologia
Simile a quella degli altri Mugilidae mediterranei. Spesso i giovanili si associano a ciuffi di alghe trasportati dalla corrente.

### Alimentazione
Come tutti i cefali ha un'alimentazione molto variata che comprende invertebrati bentonici, plancton, vegetali e detrito organico.

### Riproduzione
Uova e larve sono pelagiche.

## Pesca
Questa specie ha importanza commerciale e viene pescata con reti da posta e reti da circuizione.